# Procephalothrix kiliensis
Procephalothrix kiliensis är en djurart som tillhör fylumet slemmaskar, och som beskrevs av Friedrich 1935. I den svenska databasen Dyntaxa används istället namnet Cephalothrix kiliensis. Enligt Catalogue of Life ingår Procephalothrix kiliensis i släktet Procephalothrix och familjen Cephalothricidae, men enligt Dyntaxa är tillhörigheten istället släktet Cephalothrix, och ordningen Palaeonemertea. Det är osäkert om arten förekommer i Sverige. Inga underarter finns listade i Catalogue of Life.